# جورج إل. فروست
جورج إل. فروست (بالإنجليزية: George L. Frost)‏ هو محامي وسياسي أمريكي، ولد في 18 مارس 1830، وتوفي في 15 فبراير 1879. حزبياً، نشط في الحزب الديمقراطي. وقد انتخب عضو جمعية ولاية ويسكونسن وانتخب عضو مجلس ولاية ويسكونسن.